# Harpochilus
Harpochilus là chi thực vật có hoa trong họ Acanthaceae.